# Koskis brukskyrka
Koskis brukskyrka (finska: Kosken ruukinkirkko) är en luthersk träkyrka belägen vid Koskis bruk i Bjärnå, Finland. Kyrkan, som har en symmetrisk korsformad plan, uppfördes ursprungligen vid Antskogs bruk i Nylands och Tavastehus län och stod färdig år 1766. Under 1780-talet flyttades byggnaden till Koskis, där den återinvigdes år 1786. Kyrkan tillhör Koskis bruks värdefull byggt kulturmiljö av riksintresse.

## Tiden i Antskog

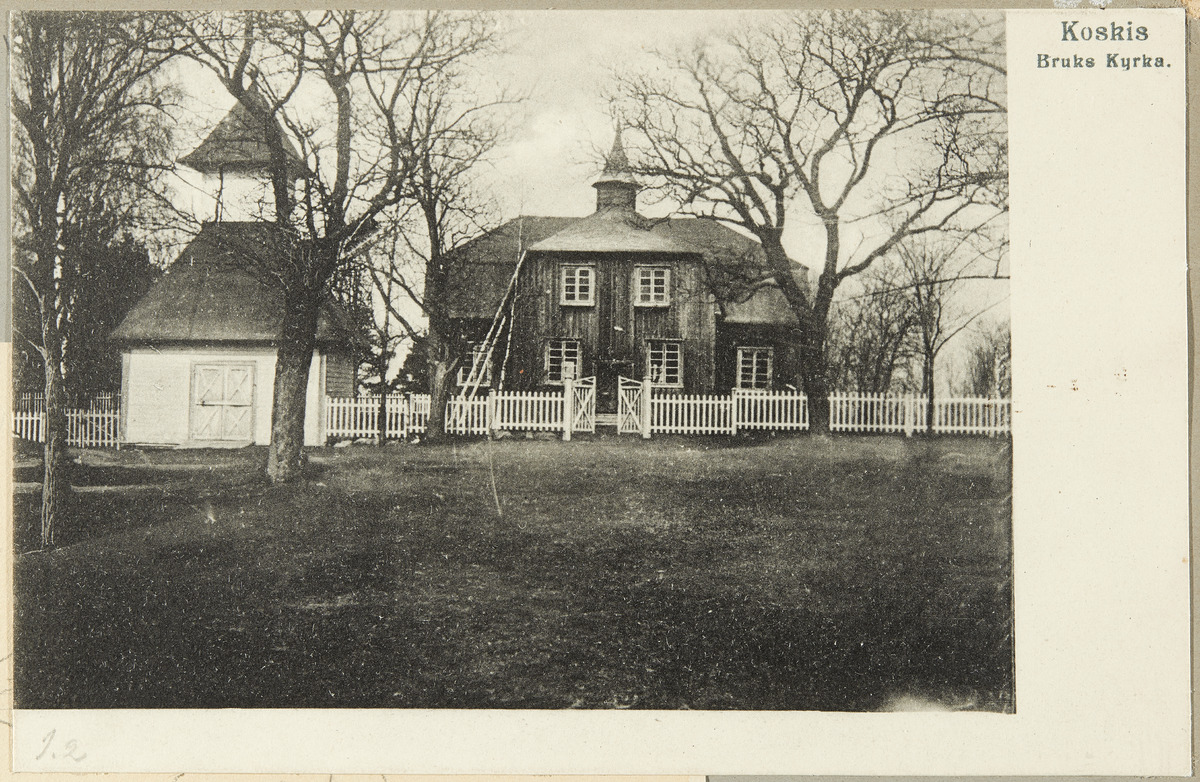
Koskis brukskyrka i Bjärnå i slutet av 1800-talet eller i början av 1900-talet.

Den första kyrkan vid Antskogs bruk i Pojo socken färdigställdes år 1655. Den gamla kyrkan ersattes av en ny kyrka år 1766. Antskogs bruksförsamling lades ner på 1770-talet, och kyrkan flyttades då till Bjärnå för att tjäna som Koskis bruks kyrka. På den ursprungliga platsen i Antskog finns fortfarande grundstenarna och en stenmur kvar från den flyttade kyrkan.

## Tiden i Koskis
Den första kyrkan vid Koskis bruk byggdes på 1680-talet. Den ersattes av kyrkan som flyttades från Antskog och invigdes där år 1786. Kyrkan har bevarats i stort sett i sitt ursprungliga skick. Däremot är altaret i barockstil från en annan plats. Det köptes till Koskis år 1800 och tillverkades ursprungligen i Stockholm år 1694 för Forsmarks bruksförsamling, som låg inom nuvarande Östhammars kommun. Vid ena korsarmen finns ett annat altare, som tros vara tillverkat av en snickare i Åbo under 1670- eller 1680-talet. Detta altare kommer sannolikt från antingen Koskis eller Antskog bruks första kyrka.
Den korsformade träkyrkan har välvda tunnvalv som reser sig högt. Bänkarna i kyrkan är ursprungliga. Korsformens tak är lågt och valmat vid korsarmarnas ändar. På taket finns en liten takryttare. Korsarmarna är breda, vilket gör att kyrkan ger ett stabilt intryck.